# Luigi Cattaneo (anatomista)
Luigi Cattaneo (Cura Carpignano, 10 febbraio 1925 – Pavia, 1º aprile 1992) è stato un anatomista italiano.

## Biografia
Laureatosi nel 1950 in Medicina nell’Università degli Studi di Pavia, svolse in quell'ateneo i suoi primi insegnamenti accademici sotto la guida del prof. Antonio Pensa. Nel gennaio 1963 Cattaneo ricevette l’incarico di insegnamento di Anatomia Umana Normale nella Facoltà di Medicina e Chirurgia di Cagliari, dove curò il restauro delle cere anatomiche del Susini, riportandole al loro antico splendore. Nel 1966-67 lasciò Cagliari per insegnare anatomia umana a Bologna, dove negli anni settanta curò la risistemazione ed il ripristino del Museo delle Cere Anatomiche, già diretto da Luigi Calori, e che oggi porta il suo nome.
Durante gli anni di insegnamento a Bologna, Cattaneo curò la quarta riedizione del testo di anatomia del suo maestro Antonio Pensa, adeguandolo alle nuove esigenze didattiche e scientifiche, soprattutto per la parte microscopica ed il sistema nervoso; ne nacque il Trattato di Anatomia Umana (Pensa-Favaro-Cattaneo) pubblicato da UTET nel 1975. Nell'anno accademico 1977/78 Cattaneo fu chiamato ad insegnare anatomia nella facoltà medica di Pavia, dove aveva iniziato la sua carriera.

## Opere
- Ossa, Articolazioni e Muscoli dell'uomo, di L. Cattaneo. Editore Monduzzi.
- Anatomia del Sistema Nervoso Centrale e Periferico dell'uomo, di L. Cattaneo. Editore Monduzzi.
- Compendio di anatomia umana, di L. Cattaneo. Editore Monduzzi.
- Trattato di Anatomia Umana, IV° edizione del Trattato di Anatomia di Antonio Pensa-Giuseppe Favaro,rielaborato da L. Cattaneo. UTET 1975.
- Anatomia microscopica degli organi dell'uomo, di D. Zaccheo, L. Cattaneo, C. E. Grossi. UTET 1989
- Stereogrammi di anatomia dell'uomo, di Cattaneo, Baratta. NOVARTIS.